# Minorka
Minorka er en hønserace, der stammer fra Spanien.
Hanen vejer 3 kg og hønen vejer 1,75-2,5 kg. De lægger hvide æg à 60-66 gram. Racen findes også i dværgform.

## Farvevariationer
- Sort
- Hvid
- Blå randtegnet